# Echter Kerbel
Der Echte Kerbel oder Gartenkerbel (Anthriscus cerefolium) ist eine Pflanzenart, die zur Gattung Kerbel (Anthriscus) in der Familie der Doldenblütler (Apiaceae) gehört. Bekannt ist vor allem seine Kulturform, die Varietät Anthriscus cerefolium var. cerefolium, die als Suppenkraut und Gewürz für Gemüse oder Salate verwendet wird.

## Beschreibung

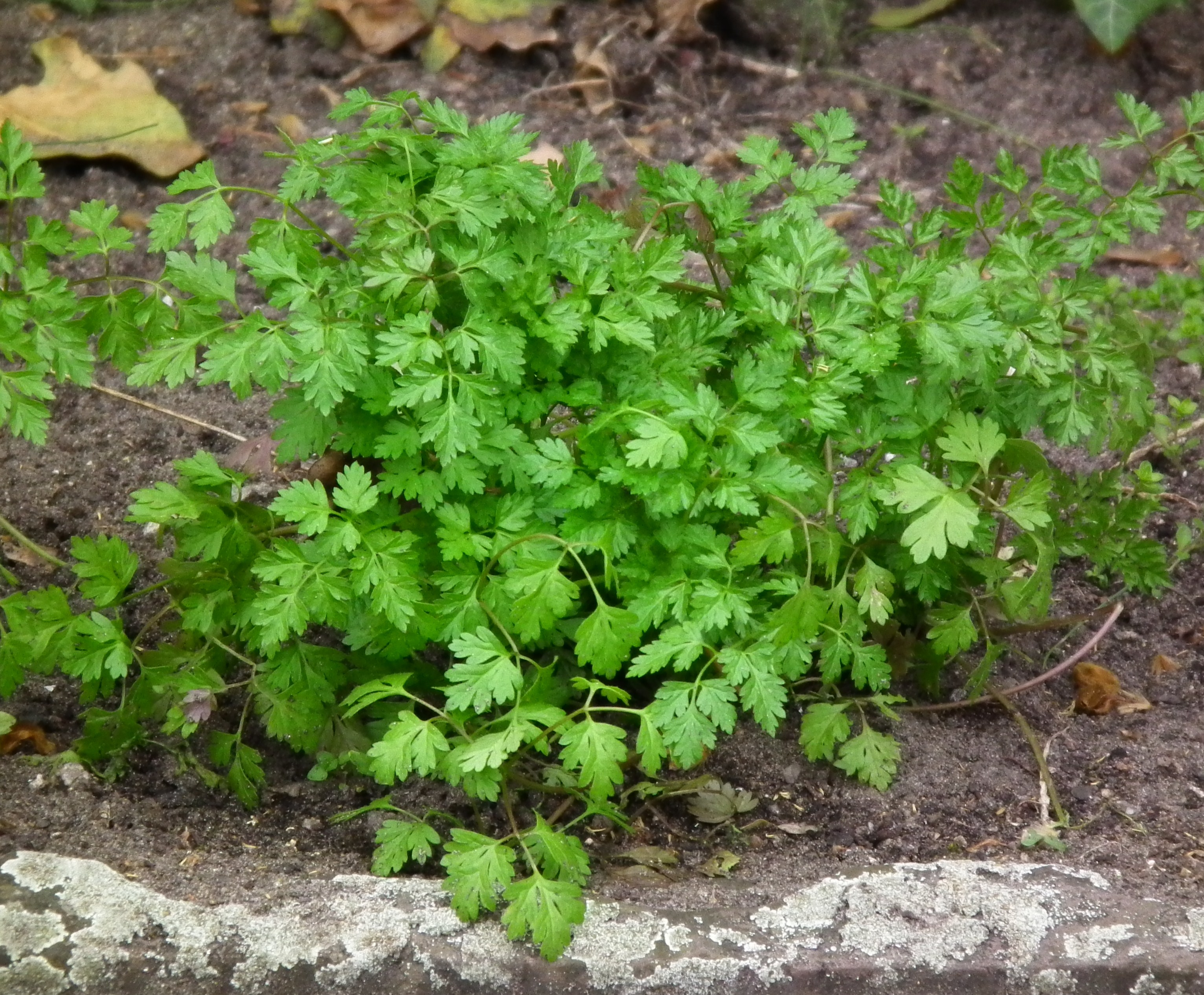
Laubblätter

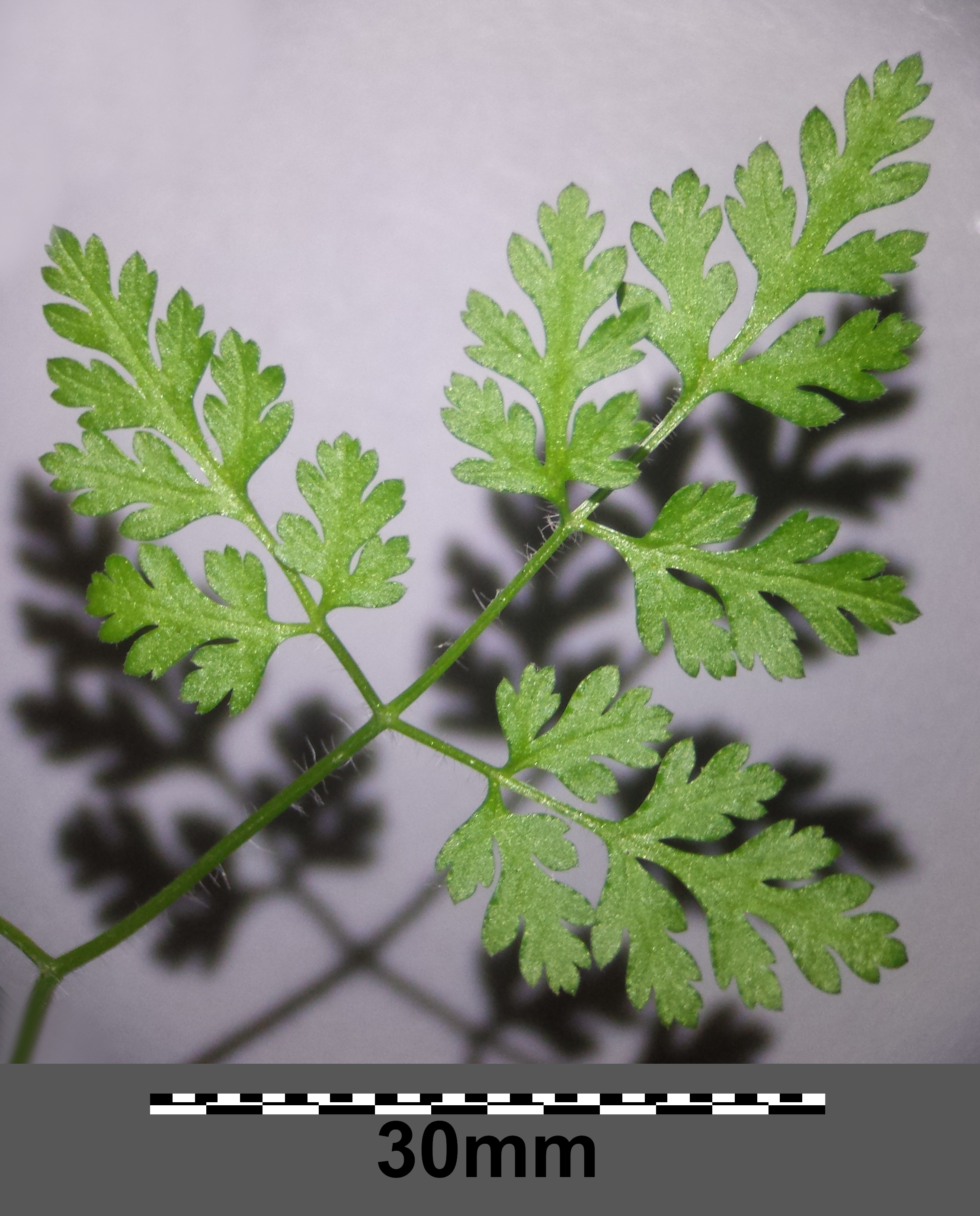
Laubblatt

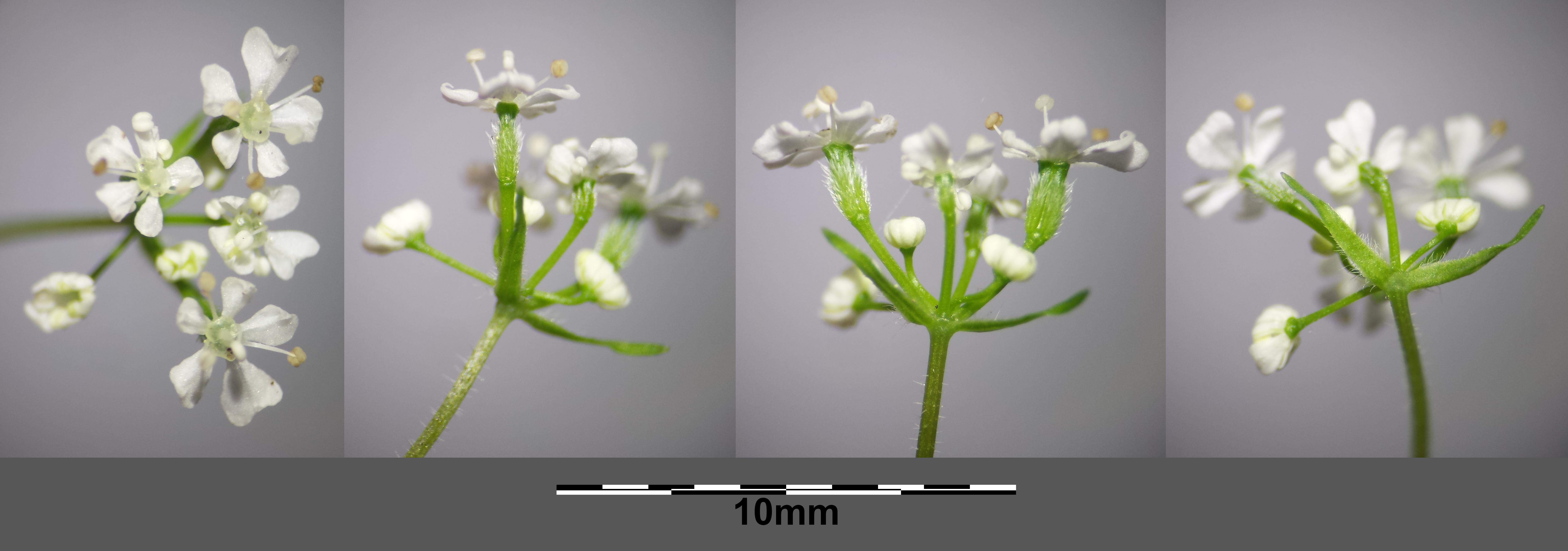
Döldchen

### Vegetative Merkmale
Der Echte Kerbel ist eine einjährige krautige Pflanze, die Wuchshöhen von 20 bis 70 Zentimetern erreicht. Die Wurzel ist dünn und spindelförmig. Alle Pflanzenteile besitzen einen Anisgeruch. Die oberirdischen Pflanzenteile sind mit Ausnahme der Frucht behaart. Der dünne Stängel ist unter den Knoten nicht verdickt und im Querschnitt rund bis zart gerillt. Über den Knoten ist der Stängel weiß flaumig behaart, ansonsten kahl.
Die Laubblätter sind weich, zart, hellgrün und doppelt bis vierfach fiederschnittig, im Umriss sind sie dreieckig und können dreilappig-kleeähnlich erscheinen. Der Blattrand ist gesägt oder gekerbt. Die Blätter sind auf der Oberseite kahl, am Rand und auf den Nerven der Unterseite sind sie wie die Blattstiele zerstreut borstig behaart. Die unteren Blätter sind gestielt, die oberen sitzen auf den Blattscheiden, die am Rand wollig-zottig behaart sind und einen weißen Hautrand besitzen.

### Generative Merkmale
Die Blütezeit reicht von Mai bis August. Die Geschlechter sind andromonözisch verteilt, es gibt also männliche und zwittrige Blüten an einem Pflanzenexemplar. Der doppeldoldige Blütenstand ist zwei- bis sechsstrahlig, kurz gestielt bis annähernd sitzend. Die Doldenstiele und -strahlen sind dicht weichflaumig behaart. Hüllblätter fehlen. Hüllchenblätter werden ein bis vier, selten fünf, nur einseitig gebildet. Die Hüllchenblätter sind linealisch-lanzettlich, spitz, bewimpert und haben einen Hautrand.
Die Kelchzipfel sind reduziert. Die weißen Kronblätter sind länglich verkehrt-eiförmig und am oberen Ende seicht ausgerandet, der eingeschlagene Kronlappen ist kurz. Die größten sind etwas über 1 Millimeter lang.
Der Fruchtstiel ist zur Fruchtzeit stark verdickt. Die Früchte sind schmal walzlich, 7 bis 11 Millimeter lang und bis zu 1,5 Millimeter breit. Zur Reife sind sie schwarz, glänzend, glatt und deutlich geschnäbelt. Der Schnabel ist ein Drittel bis halb so lang wie der Rest der Frucht. Der Griffel ist länger als der Griffelpolster und aufrecht. Die Tausendkornmasse der Samen liegt zwischen 1,9 und 3,0 Gramm.
Die Chromosomenzahl beträgt 2n = 18.

## Ökologie
Die zwittrigen Blüten sind proterandrisch. Blütenökologisch handelt es sich um nektarführende Scheibenblumen. Die Bestäubung erfolgt vor allem durch Dipteren, Hymenopteren und Käfer.

## Vorkommen
Die Wildsippe ist in Westasien, Südeuropa, auf dem Balkan und im Kaukasusraum und in Mitteleuropa heimisch, dort kommt sie im Elsass, in Baden-Württemberg, Rheinland-Pfalz, in der Schweiz, Ober- und Niederösterreich, Wien, Burgenland, Polen und Tschechien vor. Die Kultursippe wird in fast ganz Europa angebaut und findet sich häufig als Kulturflüchtling.
Die Wildsippe wächst in Mitteleuropa in Wäldern, Gebüschen, an Ruderalstellen und Weinbergsrändern. Sie gedeiht am besten auf trockeneren bis frischen, nährstoffreichen, mehr oder weniger humosen Lehmböden. Sie findet sich bis in die submontane, selten bis in die subalpine Höhenstufe.
Die ökologischen Zeigerwerte nach Landolt et al. 2010 sind in der Schweiz: Feuchtezahl F = 3 (mäßig feucht), Lichtzahl L = 3 (halbschattig), Reaktionszahl R = 3 (schwach sauer bis neutral), Temperaturzahl T = 4 (kollin), Nährstoffzahl N = 5 (sehr nährstoffreich bis überdüngt), Kontinentalitätszahl K = 4 (subkontinental).

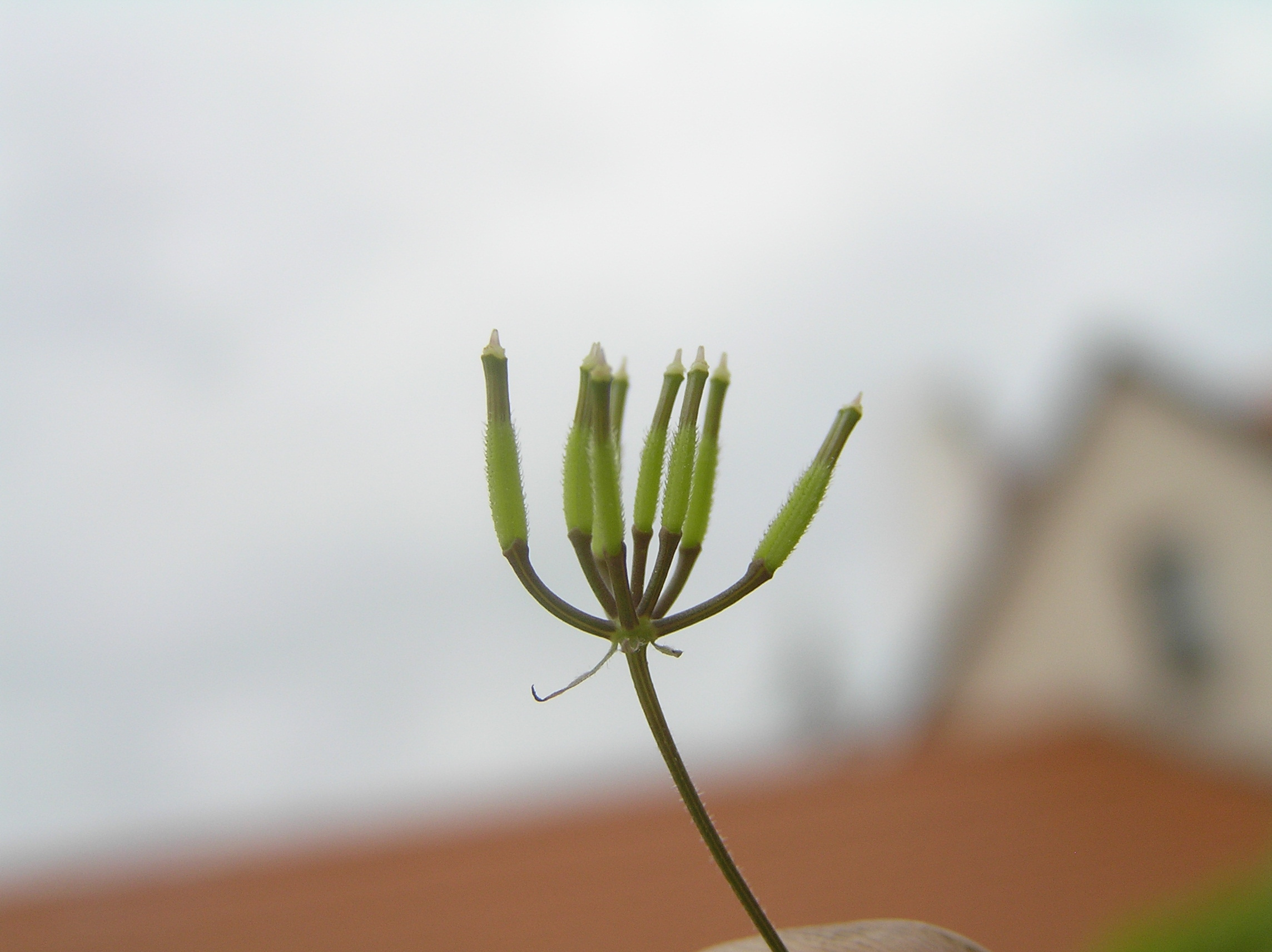
Früchte von Anthriscus cerefolium var. trichocarpus

## Systematik

### Taxonomie
Die Erstveröffentlichung erfolgte 1753 unter dem Namen (Basionym) Scandix cerefolium durch Carl von Linné in Species Plantarum, Tomus I, S. 257. Die Neukombination zu Anthriscus cerefolium (L.) Hoffm. wurde 1814 durch Georg Franz Hoffmann in Genera Plantarum Umbelliferarum ... S. 41, 47, Tafel 1 veröffentlicht. Weitere Synonyme für Anthriscus cerefolium (L.) Hoffm. sind: Anthriscus longirostris Bertol., Anthriscus cerefolium subsp. trichospermus Nyman nom. illeg., Anthriscus cerefolium var. trichocarpus Neilr., Anthriscus cerefolium var. trichospermus Endl. und Chaerefolium cerefolium (L.) Schinz.

### Botanische Geschichte
Je nach Autor gab es von der Art Anthriscus cerefolium mehrere oder keine Varietäten, manchmal auch als Unterarten:
- Anthriscus cerefolium (L.) Hoffm. var. cerefolium: Kulturform, die Frucht ist mit sehr feinen Papillen besetzt, ansonsten ist sie glatt, kahl und glänzend.
- Anthriscus cerefolium var. trichocarpus Neilr. (Syn.: Anthriscus cerefolium subsp. trichospermus (Neilr.) Arcang.): Wildform, die Frucht ist mit kurzen, steifen und aufwärts gekrümmten Borsten besetzt. In Südosteuropa ist sie pflanzensoziologisch eine Charakterart des Anthriscetum trichospermi aus dem Alliarion-Verband.[2]

## Verwendung
Echter Kerbel findet hauptsächlich Verwendung als Würzkraut. Er hat ein feines ätherisches Aroma und wird vor allem in Suppen, Salaten und Saucen und Kräuterbutter gebraucht. Der leicht pfeffrige Geschmack erinnert an Petersilie. Kerbel ist auch Bestandteil berühmter Kräutermischungen wie den Fines herbes oder der Frankfurter Grünen Sauce. Kerbel gehört zu den ersten Pflanzen, die im Frühling geerntet werden, deshalb ist er traditionell Bestandteil von Gründonnerstags- und Ostergerichten.
In der Heilkunde fand Kerbel unter anderem als harntreibendes Mittel Verwendung.

### Inhaltsstoffe
Für den Geschmack bestimmend ist das ätherische Öl des Echten Kerbel, das bei Frischware im Kraut rund 0,03 %, in den Früchten rund 0,9 % ausmacht. Es setzt sich zu 60 % aus Estragol und zu 30 % aus Dimethoxy-allylbenzen zusammen, darüber hinaus enthält es noch Isoanethol und Chavibetol. Neben dem ätherischen Öl enthält die Pflanze noch Bitterstoffe, Glykoside, Carotin, Vitamin C sowie relativ viel Eisen und Magnesium.
Die Früchte enthalten daneben noch 13 % fettes Öl, darunter Petroselinsäure.

### Anbau
In Deutschland wurden 1995 auf 50 Hektar Kerbel angebaut, häufig wegen seiner Schnellwüchsigkeit als Zwischenfrucht. Damit er nicht zu früh blüht und lange marktfähig bleibt, findet der Anbau bevorzugt an halbschattigen und feuchten Standorten statt. Kerbel gilt als relativ anspruchslos in Hinsicht auf den Boden.
Als Krankheiten finden sich der Falsche Mehltau Plasmopara nivea und gelegentlich der Rostpilz Puccinia chaerophylli, als tierische Schädlinge neben Blattläusen die Kerbelmotte (Depressaria chaerophylli), die Möhrenfliege und verschiedene Kleinschmetterlingsraupen.
Die Ernte der Blätter beginnt ab 45 bis 60 Tagen nach Aussaat bis unmittelbar vor der Blüte. In dieser Zeit kann er – je nach Düngung – mehrfach geschnitten werden. Kerbel wird entweder frisch, als Tiefkühlware oder getrocknet vermarktet, letztere Form führt allerdings zu Aromaverlusten.

## Trivialnamen
Für den Echten Kerbel, auch Gartenkerbel oder nur Kerbel (lateinisch Cerefolium, später auch Cerifolium und Apium) genannt, sind oder waren, zum Teil nur regional, auch die Bezeichnungen  Chörblichrut (Graubünden bei Davos),  Karweil (Göttingen), Karwel (Ostfriesland), Kerbel (Mecklenburg),  Kerbelkraut, Kerbeln, Kervelda, Kerveln, Kerwel (Siebenbürgen), Kirbele, Kirfel, Körbelkraut, Körblinkraut (Bern), Körffel,  Keferfil und Suppenkräutel (Österreich) gebräuchlich.
Kerbel hieß auf Althochdeutsch Charvel, Chervilla, Cherville, Chervola, Fünfblettir, Gerwella, Kervela oder  Kervila, auf Mittelhochdeutsch Kärben, Karbel,  Kertzenplatt, Kervola,  Kervel, Kerble, Kerbol, Kirbel, Korbel oder Kurbel, auf mittelniederdeutsch Carvel.